# 蕭潤平
蕭潤平，人稱元朗賭神，雖然又有爛賭平之綽號，但他本人自稱並不爛賭。
蕭潤平出身於元朗，只有小六程度。他19歲首次結婚，1993年再婚，現時經營建築公司，有一子一女。2007年8月至2008年1月間曾經從澳門三大賭場贏得1億元彩金，因而招至黑社會不滿。